# Chapman’s Pool
Chapman’s Pool ist eine kleine Bucht südwestlich von Worth Matravers am Ärmelkanal. Chapman's Pool liegt auf der Isle of Purbeck in der Grafschaft Dorset an der Südküste von England.

## Lage
Chapman's Pool liegt etwa ein Kilometer von Worth Matravers, etwas nördlich von St Alban’s Head (oder St Aldhelm's Head) und etwa sieben Kilometer südwestlich von Swanage entfernt.
Von Orcombe Point bei Exmouth im Westen, bis zur Isle of Purbeck im Osten erstreckt sich ein Küstenstreifen, der als erste Naturlandschaft in England von der UNESCO zum Weltnaturerbe erklärt wurde. Chapman's Pool ist Teil der Jurassic Coast, es zählt zu den Naturwundern dieser Welt und ist bekannt für seine Fossilien.

## Geschichte
Mit wohlwollender Genehmigung des Parlaments wurde im Jahre 1866 die Entscheidung gefällt, eine Lifeboat Station (Rettungsboot-Posten) in Chapmans Pool zu bauen. Dies erfolgte nach lokalem Druck, weil hier entlang der Küste die See viele Menschenleben kostete. Das Rettungsboot George Scott wurde im November 1866 in Chapman's Pool stationiert. Die Station wurde tatsächlich 1867 gebaut, aber schon 1880 wieder geschlossen, weil kein Dorf in der Nähe lag. Und es gab weder Einheimische noch Freiwillige, um einen Posten mit Rettungsboot zu bedienen. Das Gebäude steht heute noch und wird als Fischer-Hüte benutzt.